# Harreslevmark
Harreslevmark (dansk) eller Harrisleefeld (tysk) er et område i det østlige Harreslev ved grænsen til Flensborg i det nordlige Tyskland. Harreslevmark grænser i nord mod Katrinegaard og Slukefter, i vest til Harreslev centrum, i syd til Frueskoven.
Området øst for landsbyen Harreslev var i 1700-tallet præget ved flere teglværker. Ellers var området næsten ubeboet. Først med opførelsen af en række industrielle virksomheder i nabobyen Flensborg i anden halvdel af 1800-tallet, kom fart i udviklingen. Industrialiseringen i Ny- og Nordstaden førte til en øget efterspørgsel efter lejligheder og der opstod de første arbejderboliger ved Harreslevgade. Harreslevmark blev dermed til et boligområde for arbejderne fra de nærliggende industriområder og værfter i Flensborg. Harreslev selv bevarede sit landsby-karakter.
I perioden efter Anden Verdenskrig kom der igen skub i udviklingen. Efter tilflytningen af mange fordrevne fra de tyske østområder opstod der igen behov for nye boligområder. Efterhånden blev de hidtil ubebyggede arealer nord og vest for Harreslevmark bebygget med både etageboliger og parcelhuse. Harreslev by, Harreslevmark, Musbæk og Slukefter blev efterhånden til et sammenhængende byområde og få status som forstad til Flensborg. Grænsen til Flensborg markeres gennem forbundsvej B 200 (også kaldet Vesttangenten i analogi til Østtangenten).
Den danske forfatter Willy-August Linnemann kom fra Harreslevmark.

## Billeder
- Skolen for brandvæsenet, bygget som arbejdernes folkehøjskole.
- Harreslevmark Børnehave